# Курортен сън
„Курортен сън“ е български игрален филм (комедия) от 1926 година, сценарий и режисура Панайот Кенков. Оператори са Любомир Генов и Панайот Кенков.

## Сюжет
Младият рентиер Жежи живее самотно в своето имение, далеч от шумния град. Ежедневието му е нарушено от писмо, получено от Варна. Братовчедка му го кани да летува на крайбрежието. Жежи се унася в мечти за предстоящите приключения, заспива и сънува своя курортен сън... Варна. Младежът пристига в града и се отправя към дома на своята братовчедка. Тя живее на нов адрес, който Жежи не знае. Той сяда да почине и поразмисли на пейка в морската градина. Минава хубаво момиче, по което той се захласва. През това време е ограбен. Останал без куфар и портфейл, Жежи скита из непознатия град. Извършва кражба, преследван е от полицията, която го подгонва около вятърна мелница. Жежи успява да се изплъзне от своит преследвачи ипопада на плажа. Там намира братовчедка си, нейната приятелка и компанията им. За Жежи настъпва щастливи чаасове – слънце, къпане, игри по скалите, струва му се, че дори започва да се влюбва...
Младежът се събужда в своето имение. Всичко е било само сън. До заминаването на влака остава малко време. Той наистина заминава за Варна.

## Състав

### Актьорски състав
Роли във филма изпълняват актьорите:
| Роля | Изпълнител     |
| ---- | -------------- |
|      | Петя Попова    |
|      | Катя Русевска  |
|      | Петър Николов  |
|      | Панайот Кенков |
|      | Мара Андреева  |

### Технически екип
| Режисьор  | Панайот Кенков               |
| Сценарист | Панайот Кенков               |
| Оператори | Любомир Генов Панайот Кенков |

## Любопитно
Място на снимките: Варна